# 등말냉이속
등말냉이속(----屬, 학명: Notothlaspi 노토틀라스피[*])은 배추과의 단형 족인 등말냉이족(----族, 학명: Notothlaspideae 노토틀라스피데아이[*])에 속하는 유일한 속이다.

## 하위 분류
- N. australe (Hook.f.) Hook.f.
- N. rosulatum Hook.f.